# Học viện Quốc gia Nông nghiệp

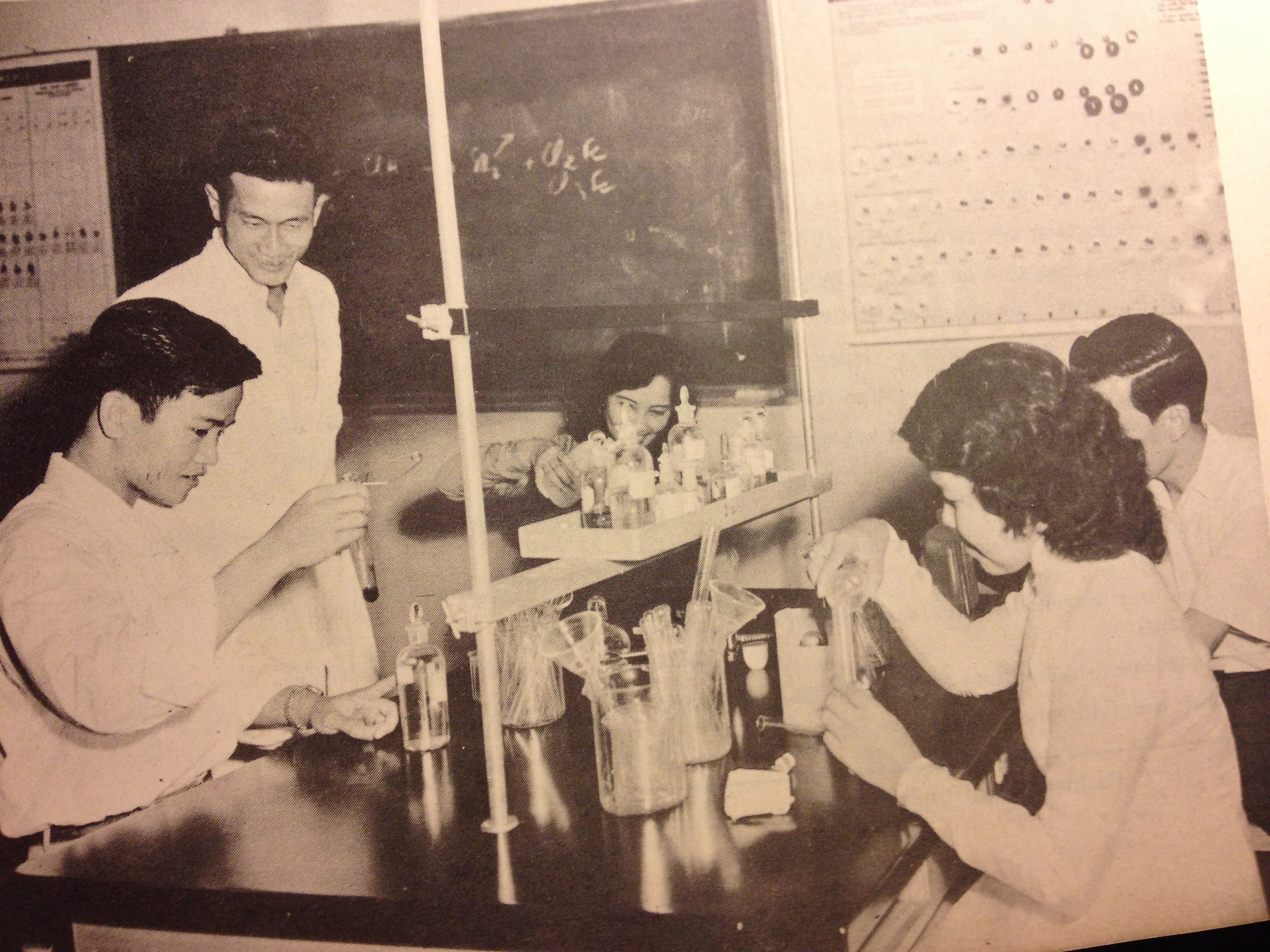
Lớp học Trường Quốc gia Nông lâm mục ở Bảo Lộc

Học viện Quốc gia Nông nghiệp là một cơ sở giáo dục cấp cao đẳng đại học của Việt Nam Cộng hòa. Trường này chính thức có mặt từ năm 1972, đến năm 1974 thì gom vào là một trong những trường thành viên của Viện Đại học Bách khoa Thủ Đức.

## Lịch sử
Tiền thân của Học viện Quốc gia Nông nghiệp là Trường Quốc gia Nông lâm mục, thành lập từ năm 1955 ở B'lao. Trường lúc đó thuộc Bộ Canh nông với học trình chia thành ba cấp: cao đẳng, trung đẳng và bổ túc. Cao đẳng là chương trình ba năm, khi mãn khóa lãnh bằng kiểm sự.
Xưa hơn nữa đây là Nha Khảo cứu Nông nghiệp Đông Dương (tiếng Pháp: Institut des Recherches Agronomique de Indochine) dưới thời Pháp thuộc, xây dựng từ năm 1930. Năm 1963 trường được chuyển về Sài Gòn lấy địa điểm cũ của thành Cộng Hòa ở số 15 và 45 Đại lộ Cường Để. Học trình lúc đó tăng lên bốn năm. Năm 1967 việc quản lý của trường chuyển từ Bộ Canh nông sang Bộ Quốc gia Giáo dục.
Năm 1968 Trường đổi tên thành Trung tâm Quốc gia Nông nghiệp cho tốt nghiệp 87 khóa sinh; bốn năm sau lại đổi thành Học viện Quốc gia Nông nghiệp năm 1972. Được hai năm thì chính phủ nâng cơ sở giáo dục này lên thành Trường Đại học Nông nghiệp, phụ thuộc Viện Đại học Bách khoa Thủ Đức.
Khi được tổ chức thành Trường Đại học Nông nghiệp thì văn bằng cấp cho các sinh viên mãn khóa là bằng "kỹ sư canh nông".
Khi giải thể năm 1975, trường đã đào tạo được 16 khóa với khoảng 2000 kỹ sư các ngành canh nông,